# Messkirch
Messkirch är en stad  i Landkreis Sigmaringen i det tyska förbundslandet Baden-Württemberg. Messkirch, som för första gången omnämns i ett dokument från år 965, har cirka 8 700 invånare. Kommunen består av ortsdelarna (tyska Ortsteile) Messkirch, Dietershofen, Heudorf, Langenhart, Menningen, Rengetsweiler, Ringgenbach och Rohrdorf.
Staden ingår i kommunalförbundet Meßkirch tillsammans med kommunerna Leibertingen och Sauldorf.
Den tyske filosofen Martin Heidegger var bosatt i Messkirch.

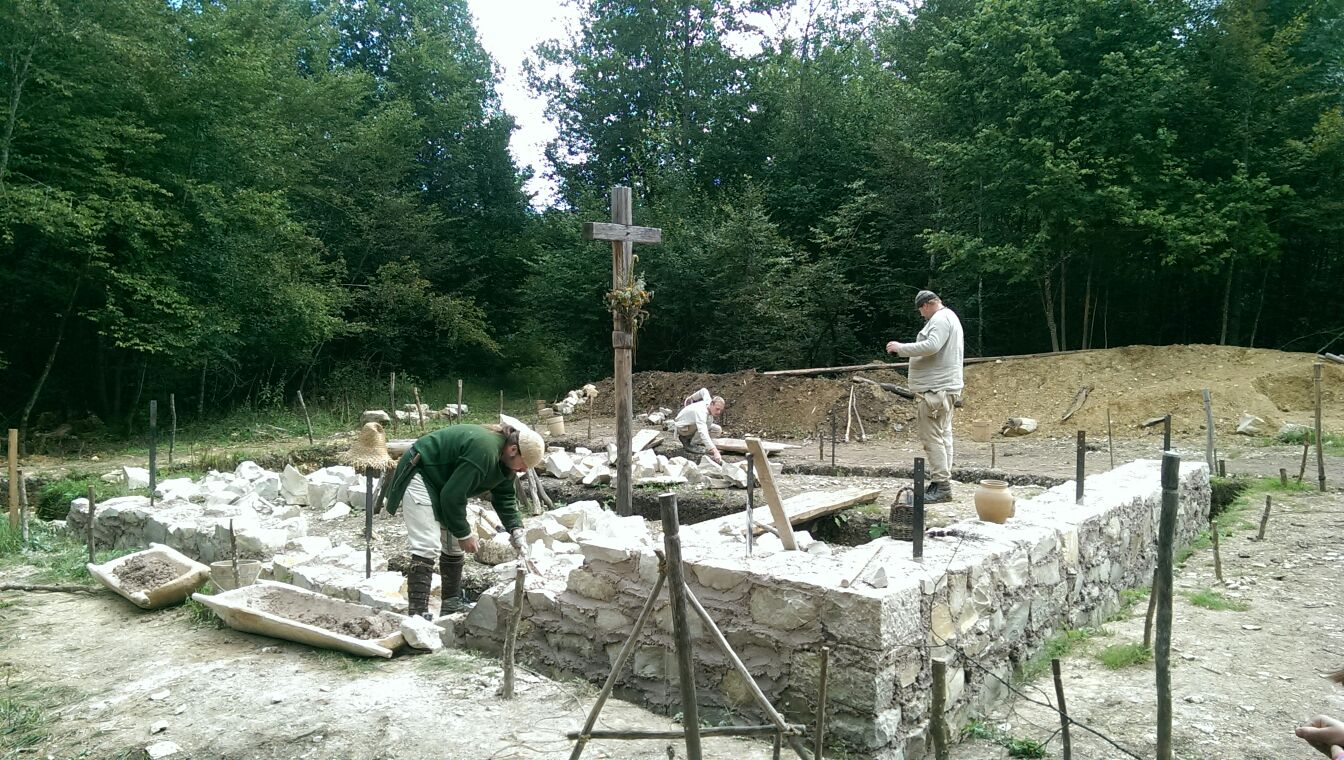
Campus Galli 2014